# Diurétique osmotique
 (janvier 2021).
Si vous disposez d'ouvrages ou d'articles de référence ou si vous connaissez des sites web de qualité traitant du thème abordé ici, merci de compléter l'article en donnant les références utiles à sa vérifiabilité et en les liant à la section « Notes et références ».
La diurétique osmotique s’applique à des substances qui sont librement filtrées par le glomérule, ne sont pas réabsorbées par le tube rénal.
Au niveau du tube proximal, il y a réabsorption active des sels et réabsorption passive de l’eau pour conserver un équilibre iso-osmotique avec celui du plasma.
La présence d’une concentration importante d’un diurétique osmotique dans la lumière du néphron augmente l’osmolarité et diminue la réabsorption de l’eau et des électrolytes.